# Filière noisette en France
La filière de la noisette est une macro-filière qui englobe toute la chaine des acteurs qui produisent, transforment, commercialisent la noisette, fruit du noisetier. Sa récolte s’effectue d’aout à octobre suivant les variétés et le bassin de production. 
La production nationale française représente quelque 10 000 tonnes pour 4 528 ha en 2013, l'Aquitaine, et plus particulièrement Unicoque à Cancon, représente 98 % de la production française (qui a pour projet 20 000 t/an en 2020). La France se situe à la 7e place mondiale, c'est un petit producteur face à la Turquie, qui est le premier producteur (600 000 à 900 000 t/an) mais qui depuis quelque temps subit une baisse de production, du fait d'une météo désastreuse. Les surfaces de noisetiers ont progressé de 61,5 % entre 2013 et 2023 en France, illustrant la croissance de cette culture.

## Historique de la culture en France
L’histoire de la culture de ce fruit sec est récente, avec la plantation en France des premiers vergers intensifs en 1970. Ils ont été créés grâce aux travaux de l’institut national de la recherche agronomique (INRA), du centre technique interprofessionnel des fruits et légumes (CTIFL), de l'institut national de recherche en sciences et technologies pour l'environnement et l'agriculture (IRSTEA) et de l’association nationale des producteurs de noisettes (ANPN), qui ont permis de mieux maitriser les techniques culturales et de créer de nouvelles variétés.

## Dimension économique

### Production de noisette
La culture commerciale de la noisette débute au milieu des années 1970. Avant cette date, le tonnage national était inférieur à 1000 tonnes. Au début des années 2000 il tourne aux alentours des 5000 tonnes par ans pour progressivement augmenter. En 2012, Unicoque lance un programme appelé 10-20-30 visant à à produire 30 000 tonnes par ans pour 2030.
| 2008 |  | 5155 |  |

| 2009 |  | 9764 |  |

| 2010 |  | 10073 |  |

| 2011 |  | 733.66 |  |

| 2012 |  | 10030.4 |  |

| 2013 |  | 7619 |  |

| 2021 |  | 7200 |  |

| 2022 |  | 5600 |  |

| 2023 |  | 11000 |  |

| 2024 |  | 6500 |  |

La production de noisettes (en t) en France de 2008 à 2013[réf. nécessaire] et de 2021 à 2024 (source : Le Monde)
La production de la noisette est répartie essentiellement dans les régions Aquitaine, avec 2 767 hectares pour une production de 4 150 tonnes de noisettes récoltées en 2013, et la région Midi-Pyrénées, avec ses 832 hectares pour une production de 2 106 tonnes de noisettes récoltées la même année. 
En 3e position vient la Haute-Corse, avec un label IGP de noisette de Cervione, le seul label en France. Puis vient la région Rhône-Alpes.
|                     | Lot-et-Garonne | Autres départements | Région  |
| ------------------- | -------------- | ------------------- | ------- |
| Surface 2012 en ha  | 2100           | 438                 | 2 538   |
| Surface 2013 en ha  | 2300           | 467                 | 2 767   |
| 2012/2013 en %      | 9,5 %          | 6,6 %               | 8 %     |
| Rendement 2012 en T | 26             | 7                   | 25      |
| Rendement 2013 en T | 15             | 6                   | 15      |
| 2012/2013 en %      | −42 %          | −19 %               | 37 %    |
| Production 2012     | 54 600         | 3 160               | 62 722  |
| Production 2013     | 34 500         | 2 725               | 41 505  |
| 2012/2013 en %      | −36,8 %        | −13,8 %             | −33,8 % |

En 2025, la surface cultivée, sous l'impact de la demande pour l'industriel Ferro (production de Nutella), atteint 7900 hectares et concerne 350 agriculteurs.

### Hors de France
Deux autres productions européennes de noisette bénéficient d'un label : la noisette du Piémont en Italie (IGP) et la noisette de Reus en Espagne (Appellation d'origine protégée - AOP).

## Culture de la noisette

### Contexte pédoclimatique
Le noisetier est implanté dans un type de sol argilo-calcaire ou argilo-siliceux, avec un pH compris entre 6 et 8. Le taux de calcaire actif devrait être inférieur à 10 %.
La présence d’un drainage est souvent nécessaire. Une pluviométrie de 1 000 mm répartie sur toute l’année serait idéale.
La mise en place de la culture nécessite un décompactage en profondeur du sol avant plantation, qui facilite l'ancrage du plant et favorise la circulation de l'eau. Il faut apporter des éléments minéraux (azote : 13,5 kg/tonne de fruits ; phosphore : 3,5 kg/tonne de fruits ; potasse : 7,5 kg/tonne de fruit ; magnésium : 1,55 kg/tonne de fruit). La plantation doit se faire par un temps sec, avec une densité de plantation de 660 arbres/ha. La culture doit être plantée sur un sol plat pour une meilleure utilisation de machine lors de la récolte. Pour l'irrigation, il vaut mieux utiliser le goutte à goutte. Il est conseillé qu'il soit quotidien et fractionné, avec un apport de 8 à 12 L/arbre/jour.
Pour assurer une bonne pollinisation, le plant pollinisateur ne doit pas être planté à plus de 25 mètres des variétés à polliniser.
| Type de variété         | Variétés pollinisatrices                                                                         | Période de récolte          |
| ----------------------- | ------------------------------------------------------------------------------------------------ | --------------------------- |
| Aveline de Piémont      | Coutard ou Négrot                                                                                | Fin août                    |
| Bergeri                 | Merveille de Bolwiller                                                                           | Mi septembre                |
| Butler                  | Ennis, Merveille de Bolwiller                                                                    | Début septembre             |
| Corabel                 | Merveille de Bolwiller                                                                           | Fin septembre               |
| Coxford                 | Merveille de Bolwiller et Longue d'Espagne                                                       | Fin septembre début octobre |
| Daviana                 | Merveille de Bolwiller                                                                           |                             |
| Fertile de Coutard      | Butler, Daviana, Gunslebert, Longue d'Espagne, Negret, Segorbe                                   | Mi septembre                |
| Gunslebert              | Impératice eugénie et Daviana                                                                    |                             |
| Impériale de Trébizonde | Negret ou Fertile de Coutard                                                                     | Fin août                    |
| Longue d'Espagne        | Coxford, Merveille de Bolwiller, Segorbe                                                         | 15 septembre                |
| Merveille de Bolwiller  | Coxford, Impératrice Eugénie, Longue d'Espagne, Gunslebert                                       | Fin septembre début octobre |
| Négret                  | Fertile de Coutard, Segorbe, Gunslebert                                                          | Début septembre             |
| Pauetet                 | Casina, Jemstegaard, Segorbe                                                                     |                             |
| Ronde du piémont        | Segorbe, Negret, Daviana, Fertile de Coutard                                                     | Fin août                    |
| Segorbe                 | Daviana, Ennis, Fertile de Coutard, Gunslebert, Longue d'Espagne, Negret, Merveille de Bolwiller | Début septembre             |

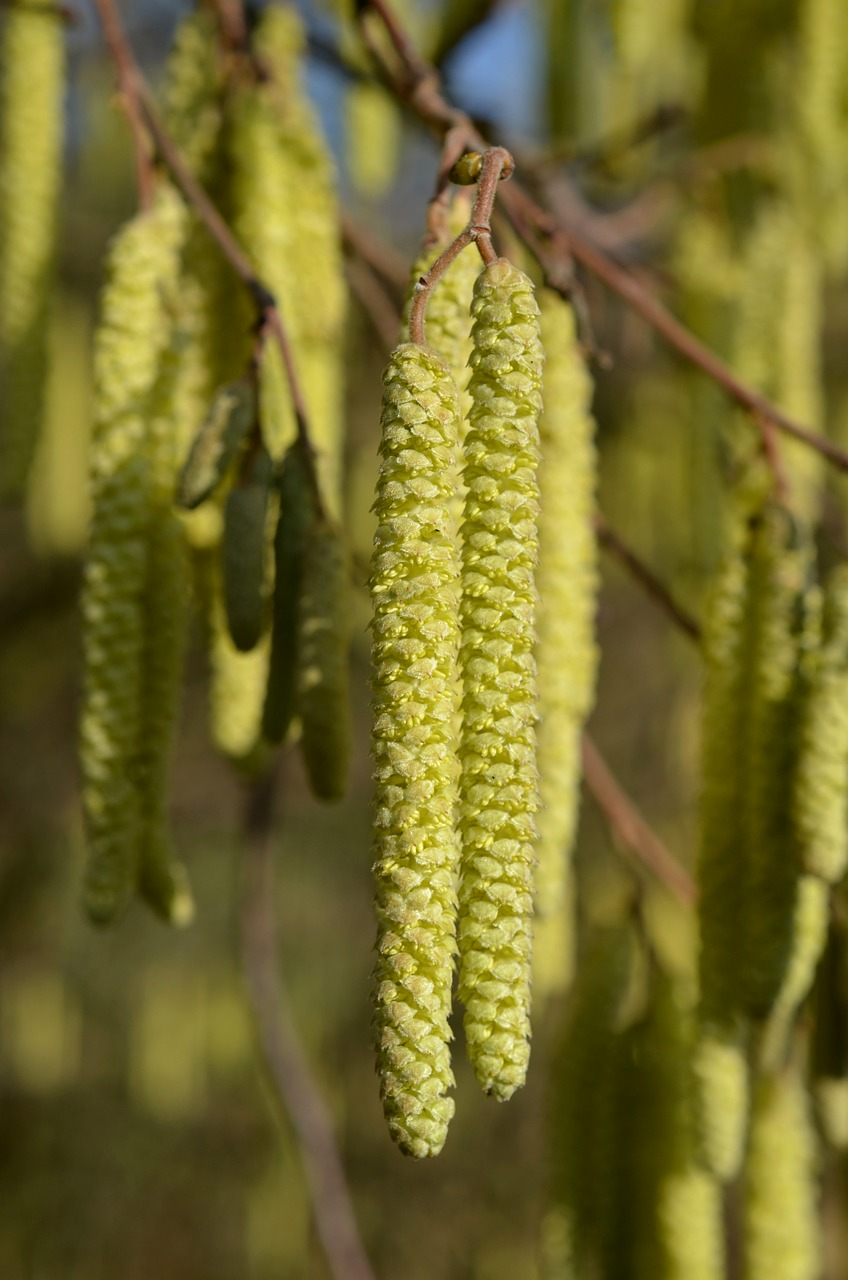
floraison.

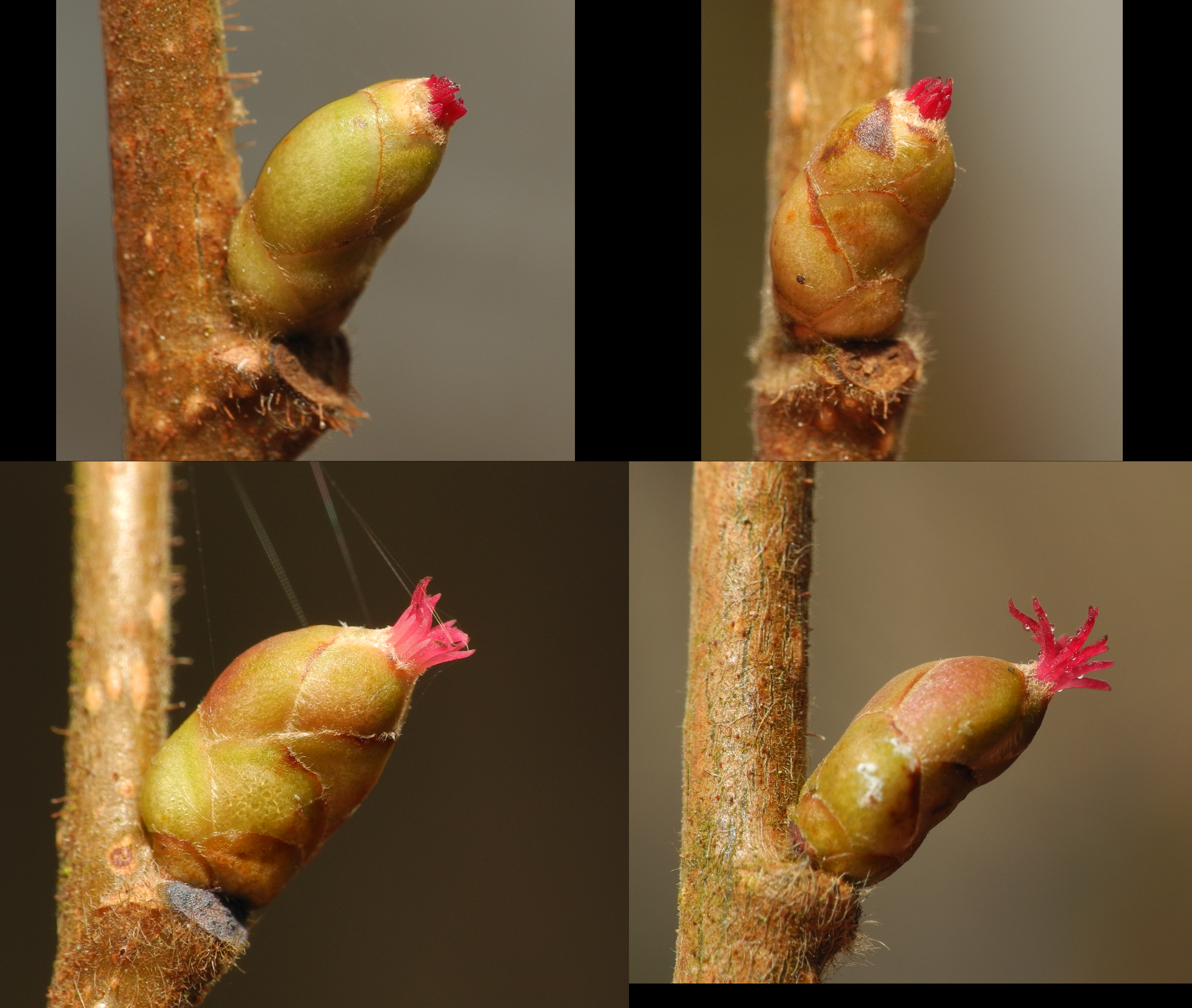
Débourrement d'une fleur femelle.

Pour les conditions climatiques, le vent est un facteur important pour la pollinisation de la culture de la noisette, car celui-ci sert à transporter le pollen. Le vent violent peut nuire à la pollinisation et au développement des bourgeons. La culture n'est pas adaptée à tous les climats. 
Le vent est le principal agent de pollinisation pour les noisetiers, car son pollen est très facilement véhiculé par le vent. Grâce à ce dernier, le pollen peut atteindre une distance de 15 à 20 mètres du point d'émission. Les insectes ne jouent aucun rôle dans la pollinisation. Celle-ci est assurée par le vent.
Les températures relativement basses sont un facteur favorable, pour avoir un pollen de bonne qualité et d'une bonne germination du grain de pollen.
La noisette est particulièrement sensible aux aléas climatiques, comme le montrent les récoltes en forte chute en 2021 (gel), 2022 (gel) et 2024 (météo pluvieuse gênant la pollinisation par le vent) avec toutefois l'effet conjugué des deux prédateurs que sont le balanin et la puce diabolique.

### Moyens
La culture de la noisette nécessite des moyens très particuliers[réf. nécessaire].
Voici un tableau qui récapitule le type de travail à effectuer[Selon qui ?] sur les noisetiers avec l'équivalent d'heures/ha et ainsi que les différentes périodes où ces travaux sont à effectuer. Cela montre que la production de noisettes demande très peu de travail pour le producteur et les salariés[réf. nécessaire]. C'est une culture qui demande peu d'heure de travail pour un rendement élevé, à la condition d'utiliser des variétés ne nécessitant pas de récolte manuelle, mais sensibles au baladin de la noisette.
| Type de travail                                        | Période             | Heures du producteur h/ha | Heures des salariés h/ha | Total h/ha |
| ------------------------------------------------------ | ------------------- | ------------------------- | ------------------------ | ---------- |
| Traitements produits phytosanitaires et fertilisations | Avril à Juin        | 7                         |                          |            |
| Taille                                                 | Décembre à Mars     | 4                         | 8                        |            |
| Broyage bois et herbes                                 | Mars à Août         | 4                         |                          |            |
| Coupe des rejets                                       | Avril à Août        | 3                         |                          |            |
| Irrigation                                             | Mai à Septembre     | 5                         |                          |            |
| Récolte                                                | Septembre à Octobre | 2                         | 6                        |            |
| Divers                                                 |                     | 1                         |                          |            |
| Total                                                  |                     | 26                        | 14                       | 40         |

### Marge brute
| Produit brut                      | 2 500 kg à 1,50 €/kg                  | 3 750 €/ha |
| --------------------------------- | ------------------------------------- | ---------- |
| Charges opérationnelles           | Intrants                              | 700 €/ha   |
|                                   | Services extérieurs (récolte séchage) | 800 €/ha   |
|                                   | Irrigation                            | 240 €/ha   |
|                                   | Total charges opérationnelles         | 1 740 €/ha |
|                                   | MARGE BRUTE                           | 2 010 €/ha |
| Charges de structures spécifiques | Amortissements et frais financiers    | 990 €/ha   |
|                                   | Marge directe                         | 1 020 €/ha |
| Charges de main d’œuvre salariale | 14 h/ha à 10,42 €/h                   | 182 €/ha   |
|                                   | Marge de l'activité                   | 838 €/ha   |

## Conditionnement du produit
Après la récolte, les noisettes passent par différents moyens pour être conditionnées.
- La stabilisation du produit : complète le nettoyage en éliminant les morceaux de bois, les cailloux, permet de laver les noisettes et enfin de les sécher. Toutes ces opérations s'effectuent dans des stations.
- Le calibrage des noisettes : Elles sont calibrées en fonction des normes fixées sur le plan international dans lesquelles apparait aussi la notion de criblage. Il en existe 5 classes de calibre, celle de 2 mm de -18 mm à + 24 mm. Celles de moins 13 mm sont classées comme déchets.
- Le cassage des noisettes : L'opération consiste à décortiquer mécaniquement la noisette, comme décortiqueuse il y a la meule rotative ou a mouvements alternatif. Un autre système celui de la casseuse rotative est utilisé en France.
- Conservation des noisettes et des amandons : Pour celle en coque, il existe 3 types de stockage, ordinaire, réfrigéré, sous température négative. Pour les noisettes décortiquées, elle présente quelques spécificités par rapport à la noisette en coques, celle où il faut un froid immédiat avec un risque d'attaque de teigne des fruits secs si la température dépasse 17-18 °C. Pour les amandons, il faut les stocker à part des autres fruits.

## Opérateurs de mise en marché
Il existe une seule coopérative, Unicoque, et il existe aussi des agriculteurs indépendants.
Unicoque, coopérative leadeur du marché des fruits secs, grâce à une marque reconnue KOKI. Elle concentre 98 % de la production française de noisettes selon celle-ci. Elle regroupe 195 producteurs dans son réseau . En 2012, il y a eu un potentiel de 8 000 tonnes de noisettes pour 4 528 ha en 2013.
Tout cela est acheté par différents organismes de commerce comme Ferrero, aussi dans l'industrie agroalimentaire, et en fruits de bouche. Ils sont vendus à des pays étranger (Asie, Europe de l’Est, Moyen-Orient).
La filière nationale comporte 11,2 millions d'Euros, ce qui représente en volume 7 000 t.
Le rôle de la coopérative, est de collecter la récolte pour réaliser les opérations de conditionnement du produit (calibrage, nettoyage, mise en sac).
Son rôle passe aussi par l'aspect commercial mondial et de mettre sur le marché européen, la noisette après conditionnement.
Le noisetier ne se produit pas partout, il est produit principalement dans le bassin du Sud-Ouest de la France en Lot-et-Garonne, en Tarn-et-Garonne et dans le Gers. Dans les autres régions de France, plus au Nord et en particulier en Bourgogne, la production risque d’être aléatoire du fait des gelées printanières et des températures basses du mois de juin lors de la fécondation (fruits vides). Le Sud est aussi à l'honneur ainsi que la Corse avec un label (IGP noisette de Cervione en haute Corse). Avec ses 4 528 hectares en 2013, les vergers de noisetiers poursuivent leurs progressions. Les deux grandes régions où se situe l'essentiel de la production dans la région Aquitaine et Midi-Pyrénées.
Ces deux régions représentent à elles seules 81 % de la production française. En Bourgogne, on compte 5 ha de noisetier avec un rendement de 15 tonnes en 2013 ce qui représente 0,2 % de la production nationale. Les importations sont de 20 000 tonnes en 2013, dont 15 696 tonnes en provenance de Turquie.

### Marché mondial
Le marché mondial de la noisette est dominé par la Turquie pour la noisette décortiquée, c'est un pays qui produit 600 000 à 900 000 t/an (avec des vergers familiaux produisant moins de 1,5 t/ha) soit 80 % de la production mondiale.
L’État de l’Oregon aux États-Unis, quant à lui, domine la noisette en coque avec 40 000 t (vergers de grandes surfaces et mécanisés)[réf. nécessaire]. Le deuxième producteur est l’Italie avec 100 000 à 130 000 t/an[réf. nécessaire].
Depuis quelques années la Turquie, connait une forte baisse de la production ce qui est due aux aléas du climat, les autres pays producteurs de noisettes profitent de cette situation pour vendre leurs productions à un meilleur prix.

### Marché français
En France[Quand ?], la consommation annuelle de noisettes est de 20 000 t de noisettes décortiquées et les débouchés sont essentiellement la chocolaterie, la confiserie et la biscuiterie auxquelles il faut ajouter, 1 000 t écoulées en coque sur le marché intérieur. La France exporte près de 5 % (ce qui représente 1 000 t de la production française) de sa production essentiellement en coque vers l’Allemagne, mais elle importe 16 000 t d’amandons pour l’industrie.
L'inconvénient de cette filière est qu'elle est fortement dépendante des aléas climatiques, pour la production et la consommation des fruits. Le commerce de la noisette est ouvert au type de marchés internationaux et les Européens subissent une forte pression de différents pays producteurs sur les prix. La majorité des échanges français se réalisent au sein de l’Union européenne.
L'impact de la noisette sur les marchés des fruits secs connait une croissance de la consommation vers les pays du Nord et les pays d'Asie. L'exportation française se dirige vers l'Amérique, l'Afrique, le Moyen-Orient, la Russie et l'Australie. La France exporte 1 300 000 t de fruits frais, soit 1 % de noisettes.
Unicoque domine le marché européen « grâce à la mécanisation à un marketing efficace et à une logistique sans faille ».
La marque Ferrero achète 80 % de la production turque qui est destinée à l'entreprise, en majeure partie pour la fabrication du Nutella, et elle achète environ un quart de la production mondiale. La principe usine de production de Nutella produite par cette marque est située en France et est la principale utilisatrice de noisettes, avec 12 000 tonnes d’amandons (sur les 26 200 tonnes consommées par la France)